# Sparsitubus nelumbiformis
Sparsitubus nelumbiformis är en svampart som beskrevs av L.W. Hsu & J.D. Zhao 1980. Sparsitubus nelumbiformis ingår i släktet Sparsitubus och familjen Polyporaceae.   Inga underarter finns listade i Catalogue of Life.